# これがUFOだ!空飛ぶ円盤
『これがUFOだ!空飛ぶ円盤』（これがユーホーだ!そらとぶえんばん 英文：Get That Flying Saucer）は、1975年3月21日封切の東映まんがまつりで上映された東映動画のアニメーション映画。有名な円盤事件や、「実際に撮影された」とされる写真を交えて描いたドキュメンタリー風の作品。16分。

## 内容
主なエピソードや内容は、次の通り。
1. マンテル大尉事件 - アメリカ空軍戦闘機がUFOを目撃した事件。
2. ケネス・アーノルド事件 - ケネス・アーノルドが、飛行中に円盤編隊を目撃した事件。「フライング・ソーサー（空飛ぶ受け皿）」の語源。
3. UFOの目撃数、写真の紹介。
4. UFOの種類、異様な飛び方（フラフラ飛ぶ、分裂したり合体する）、UFOや母艦の透視図、宇宙人の想像図、など。
5. ヒル夫妻誘拐事件 - 宇宙人による誘拐として知られる。
6. 壁画などを紹介し、「宇宙人は太古から地球を訪れていた」と説明（古代宇宙飛行士説。遮光器土偶、虚舟も登場）。フー・ファイターについても触れている。
7. 1973[2]年10月18日の事件（軍のヘリコプターが円盤と接近、操縦不能になった事件）。

最後は「宇宙連合」結成の可能性について触れ、「地球人を観察しているのでは?」と述べている。なお「おわり」というクレジットの後に、『宇宙円盤大戦争』（後述）の公開予定が表示される。

## スタッフ
- 製作：今田智憲 (東映動画)
- 企画：有賀健、旗野義文[1]
- 監修・資料提供：南山宏
- 脚本：辻真先
- 協力 ： 崩中幸一、新川昇、照本良、中山勉、藤松和彦、森秀勝
- 作画監督：富永貞義
- 美術：秦秀信
- 演出 ： 茂野一清
- 原画：山崎勝彦、山下征二
- 動画：渋谷早苗、寺司重幸、鈴木紀子、小野忠
- 背景：勝又激、柿沼雅人
- トレース：五十嵐令子
- 彩色：佐藤道代
- 検査：小椋正豊
- ゼログラフ：高橋章
- 特殊効果：佐藤章二
- 撮影：大和田亨
- 編集：井関保雄
- 録音：神原広巳 (タバック)
- 音響効果：E&Mプランニングセンター
- 記録：黒石陽子
- 選曲：宮下滋
- 演出助手: 福島和美
- 製作進行：三澤徹夫
- 現像：東映化学

なお、BGMはTV版（東映動画版）『デビルマン』からの流用曲（作曲：三沢郷）が確認できる。

## 声の出演
本作は複数のエピソード（円盤事件）を紹介するため、いわゆるダブルキャストになっている。また、ナレーター以外の配役はクレジットされていない。
- 野田圭一：ナレーター
- 加藤修：警官（マンテル事件編）、ローレンス・コイン大尉（ヘリの事件）、他
- 山田俊司：ケネス・アーノルド、バーニー・ヒル、他
- 森功至：マンテル大尉、他
- 川島千代子：ベティ・ヒル（ヒル夫人）、他

## 併映作品
東映まんがまつりでの併映作品は以下の通り。▲マークは劇場用新作。
- 『アンデルセン童話 にんぎょ姫』▲
- 『グレートマジンガー対ゲッターロボ』▲
- 『仮面ライダーアマゾン』
- 『がんばれ!!ロボコン』
- 『魔女っ子メグちゃん 月よりの使者』

## 映像ソフト
本作は、上記の一連の作品と共に、2011年11月21日発売のDVD「復刻!東映まんがまつり1975春」収録されている。また、次節で説明する『マジンガー the MOVIE 永井豪スーパーロボットBOX』にも収録されている。

## マジンガーシリーズとの関係
本作は、DVDボックス『マジンガー the MOVIE 永井豪スーパーロボットBOX』（2002年）に収録されているが、本来、直接の関係はなかった。
しかしながら、本作のラストで、『宇宙円盤大戦争』の公開が告知されている。これは、次回（1975年7月26日封切）の東映まんがまつりで上映された、UFOを題材としたアニメーション映画である（ただし、本作とは違い、完全にフィクションである）。この作品も、マジンガーシリーズとは無関係であったが、後に『UFOロボ グレンダイザー』（マジンガーシリーズ第3弾）の原案（原点）となった。その為、『宇宙円盤～』は、ビデオ化の際は「劇場版マジンガーシリーズ」に併録されていた（LDの劇場版マジンガーシリーズには収録されず）。従って、本作もマジンガーシリーズとは、完全には無関係ではなくなっている。本作は、ビデオ、LDとも劇場版マジンガーシリーズには未収録であった。本作の脚本は辻真先であるが、『宇宙円盤～』の脚本は上原正三である（『～グレンダイザー』の初期メインライターも上原）。
なお、本作の併映である『グレートマジンガー対ゲッターロボ』は、劇場版マジンガーシリーズの第3弾に当たるが、初めて敵が宇宙人勢力（劇場版オリジナル勢力）となっている（続編に当たる『グレートマジンガー対ゲッターロボG 空中大激突』も同様）。

## ネット配信
YouTube「東映シアターオンライン」2023年5月の企画「1970年代ムーブメント特集」として、2023年4月29日12:00（JST）から同年5月7日（JST）まで無料配信が行われた。